# Монастирищенська сільська рада
Монастири́щенська сільська́ ра́да — адміністративно-територіальна одиниця та орган місцевого самоврядування в Ічнянському районі Чернігівської області. Адміністративний центр — село Монастирище.

## Загальні відомості
- Територія ради: 72,735 км²
- Населення ради: 1 169 осіб (станом на 2001 рік)

Монастирищенська сільська рада зареєстрована 1920 року. Стала однією з 27-ти сільських рад Ічнянського району і одна з 19-ти, яка складається більше, ніж з одного населеного пункту.

## Населені пункти
Сільській раді підпорядковані населені пункти:
- с. Монастирище (1149 осіб)
- с. Веприк (20 осіб)

## Склад ради
Рада складається з 16 депутатів та голови.
- Голова ради: Зубарь Григорій Іванович

### Керівний склад попередніх скликань
| Прізвище, ім'я, по батькові | Основні відомості                                                         | Дата обрання | Дата звільнення |
| --------------------------- | ------------------------------------------------------------------------- | ------------ | --------------- |
| Корж Микола Андрійович      | Сільський голова, 1947 року народження, член Комуністичної партії України | 26.03.2006   | 31.10.2010      |
| Зубарь Григорій Іванович    | Сільський голова, 1966 року народження, освіта вища, безпартійний         | 31.10.2010   |                 |

Примітка: таблиця складена за даними сайту Верховної Ради України

### Депутати
За результатами місцевих виборів 2010 року депутатами ради стали:

#### За суб'єктами висування
| Суб'єкт висування | Кількість обраних депутатів | %    |
| ----------------- | --------------------------- | ---- |
| Самовисування     | 10                          | 62,5 |
| Партія регіонів   | 4                           | 25   |
| Народна партія    | 2                           | 12,5 |

#### За округами
| № округу        | Прізвище, ім'я, по батькові        | Дата визнання обраним | Освіта             | Партійна приналежність            | Відомості про обраного депутата                                 |
| --------------- | ---------------------------------- | --------------------- | ------------------ | --------------------------------- | --------------------------------------------------------------- |
| Народна Партія  |                                    |                       |                    |                                   |                                                                 |
| 2               | Сухенко Валентина Анатоліївна      | 04.11.2010            | вища               | член Народної партії              | Монастирищенська сільська рада, секретар сільської ради         |
| 9               | Нечипоренко Тетяна Миколаївна      | 04.11.2010            | середня            | член Народної партії              | приватний магазин, продавець                                    |
| Партія регіонів |                                    |                       |                    |                                   |                                                                 |
| 4               | Ковальовська Наталія Олександрівна | 04.11.2010            | середня            | член Партії регіонів              | СТОВ " Інтер ", обліковець                                      |
| 12              | Івасенко Галина Миколаївна         | 04.11.2010            | середня            | член Партії регіонів              | підприємство «Укрпошта», начальник відділу зв"язку              |
| 14              | Пархоменко Любов Степанівна        | 04.11.2010            | середня            | член Партії регіонів              | пенсіонер                                                       |
| 16              | Голубовський Володимир Васильович  | 04.11.2010            | середня            | член Партії регіонів              | СТОВ " Інтер ", комбайнер                                       |
| Самовисування   |                                    |                       |                    |                                   |                                                                 |
| 1               | Стефановська Валентина Іллівна     | 04.11.2010            | середня            | член Народної партії              | Монастирищенська дільнична лікарня, ветфельдшер                 |
| 3               | Дирда Микола Іванович              | 04.11.2010            | середня            | позапартійний                     | пенсіонер                                                       |
| 5               | Гончаренко Ганна Василівна         | 04.11.2010            | середня            | позапартійна                      | СТОВ " Інтер ", кухар                                           |
| 6               | Міщенко Галина Василівна           | 04.11.2010            | середня            | позапартійна                      | СТОВ " Інтер ", кухар                                           |
| 7               | Сторожук Анатолій Омелянович       | 04.11.2010            | вища               | позапартійний                     | Монастирищенська сільська лікарська амбулаторія, головний лікар |
| 8               | Корж Микола Андрійович             | 04.11.2010            | вища               | член Комуністичної партії України | пенсіонер                                                       |
| 10              | Шелест Світлана Олександрівна      | 04.11.2010            | вища               | позапартійна                      | Монастирищенська загальноосвітня школа, вчитель                 |
| 11              | Шингирій Світлана Володимирівна    | 04.11.2010            | вища               | позапартійна                      | Монастирищенська загальноосвітня школа, директор                |
| 13              | Голобородько Людмила Анатоліївна   | 15.11.2010            | середня спеціальна | позапартійна                      | Монастирищанська сільська рада, бухгалтер                       |
| 15              | Макаренко Раїса Андріївна          | 04.11.2010            | середня            | позапартійна                      | пенсіонер                                                       |